# 兰州府城隍庙
36°03′40″N 103°49′13″E / 36.06111°N 103.82028°E
兰州府城隍庙位于中国甘肃省兰州市城关区张掖路中段，2013年被列为第七批全国重点文物保护单位。现已辟为兰州第一工人俱乐部。
兰州及周边地区如天水、青城等地供奉的城隍神是纪信。纪信是刘邦手下的大将。兰州府城隍庙始建年代不晚于宋代，元、明、清多次重修扩建，清乾隆五年（1740年）甘肃省会从临洮迁至兰州，设“兰州府”，遂称“府城隍庙”，道光十七年（1837年）重修后形成现有布局。兰州府城隍庙平面呈中轴线对称布局，由南向北，依此排列着牌楼、戏楼、享殿、正殿和寝殿五组主要建筑。庙门牌楼原为肃王府节园（凝熙园）颜妃墓前的“贞烈遗阡”牌坊，1956年迁此。戏楼1984年毁于火灾，2003年重建。享殿单檐歇山顶，门楣上有清代金字牌匾两块，上书“灵应金城”、“暗室昭彰”。正殿重檐歇山顶。
- 牌楼
- 享殿
- 正殿